# Karet Jaya
Karet Jaya is een bestuurslaag in het regentschap Ogan Komering Ulu Selatan van de provincie Zuid-Sumatra, Indonesië. Karet Jaya telt 1961 inwoners (volkstelling 2010).